# 慧思

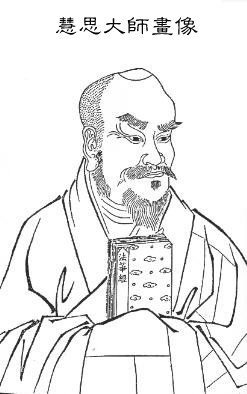
慧思

慧思（えし）は、中国の六朝末（南北朝時代）の僧。天台智顗の師であり、天台宗の二祖（龍樹を開祖とし第二祖を慧文、慧思を第三祖とする場合もある）とされる。
姓は李氏、豫州武津県（河南省駐馬店市上蔡県）の出身。

## 生涯
永安2年（529年）に出家、『妙法蓮華経』を始めとする大乗経の読誦に励む。
永熙3年（534年）、発心して諸師を歴訪する遊方の旅に出て、慧文の許で禅の修行に励み、大悟する。その悟りは知識と瞑想で段階的に悟っていく漸悟ではなく、一挙に悟る頓悟であった。その頓悟をもとに大乗仏教のあり方を山東・河南の各地で説いたが、当時の仏教界の激しい迫害に遭った。
開悟の後、西魏と東魏に分裂し、それぞれ北周と北斉に交代した北地の混乱を避けて、南方へと向かう。その間に、『摩訶般若波羅蜜経・大品般若経』を中心とする大乗仏教を講義したが、悪僧によって迫害され、毒殺されかけたことが数次にわたったという。そこで後述のように諸大乗経典を金字で書写したが、それによって、末世になって無量の身となって出現し、この経典を講義し、一切の悪僧が信心を得て、真理に目覚めることを誓願したという。
慧思は、新たな立教の地として南嶽衡山を目指すが、その道がふさがっていたので、光州の大蘇山（河南省信陽市光山県）で教勢を張った。天台智顗が慧思の許を訪れたのも、この時である。慧思は、『妙法蓮華経』と『大品般若経』を根本とする教化に励んだが、ここでも悪僧の妨害に遭い、世の混乱した世相と相俟って、末法の世に入ったことを実感し、また、衆生済度の使命を痛感することになった。
天保9年（558年）、光城県の斉光寺で、金字による『大品般若経』『妙法蓮華経』を書写し、それを石窟中に奉納した。また、『立誓願文』を作り、造経の経緯を記し、
| 「 | 我今誓願 持令不滅 教化衆生 至弥勒仏出 仏従癸酉年 入涅槃後 至未来賢劫初 弥勒成仏時 有五十六億万歳 我従末法初 始立大誓願 修習苦行 如是過五十六億万歳 必願具足仏道功徳 見弥勒仏 如願中説入道之由 莫不行願 早修禅業 少習弘経 中間障難 事縁非一 略記本源 兼発誓願 及造金字二部経典 | 」 |

と弥勒如来の下生の時に備え、その際に慧思自身の身と金字による二経が出現し、一切の衆生を済度せんことを誓願する旨を述べた。
光大2年（568年）、慧思は智顗らの他の弟子らと別れ、門弟子40余人と一緒に、南嶽衡山入りを果たした。以後、寂するまでの10年近く、南嶽を拠点として教勢を張った。陳の宣帝は、慧思に対して大禅師号を賜った。こうしたことから南嶽大師（南岳大師）とも呼ばれる。
その伝記は、自ら記した『立誓願文』、唐の道宣の『続高僧伝』巻17、智顗の弟子である章安灌頂が撰した『隋天台智者大師別伝』によって知ることができる。
なお『立誓願文』に「為護法故 求長寿命 不願生天及余趣 願諸賢聖佐助我 得好芝草及神丹 療治衆病除饑渇 常得経行修諸禅 願得深山寂静処 足神丹薬修此願 藉外丹力修内丹」とあり長寿命を求め、外丹（煉丹術）により内丹（内丹術）を修すると記述している。

## 思想
「便自通徹不由他悟」と伝えられたように、自ら通徹して他に由って悟るのでないとし、単なる師伝の継承に留まらなかった。自性清浄心を確信する頓悟中心の禅観と、護法のための大胆な菩醍戒など、革新的な思想の持ち主だった。

### 禅法の実践
- 夫欲學一切佛法。先持淨戒勤禪定。得一切佛法諸三昧門。百八三昧。五百陀羅尼。及諸解脱。大慈大悲。一切種智。五眼。六神通。三明。八解脱。十力。四無畏。十八不共法。三十二相。八十種好。六波羅蜜。三十七品。四弘大誓願。四無量心。如意神通。四攝法。如是無量佛法功徳。一切皆從禪生。[7]

と述べて、仏法を学ぶにあたって、先ずは浄戒を持ちて禅定に勤むることとし、仏法の功徳の一切全ては禅定に従って生ずるとして、仏法における禅定波羅蜜の重要性を説いた。また、仏と衆生の一致を「一心」を契機として明示し、その実現法として坐禅の実習を強調した。
- 復次欲坐禪時。應先觀身本。身本者如來藏也。亦名自性清淨心。是名眞實心。不在内。不在外。不在中間。[8]

と述べて、坐禅にあたっては身体の本性を観ずることを第一とし、その身体の本性とは「如来蔵」「自性清浄心」「真実心」と同一とした。また、如来蔵・自性清浄心・真実心を等置するのは『大乗起信論』等にみられ、一心を重視すると共に、その影響下にあったと考えられる。

### 自性清浄心に基づく禅観
- 衆生但以亂心惑障。六情暗濁法身不現。如鏡塵垢面像不現。是故行人勤修禪定。淨惑障垢法身顯現。[9]

と述べて、自性清浄心があるにもかかわらず、衆生は心が乱れて惑いの障碍によって法身が現れておらず、まるで鏡の表面に塵垢が積もって像が現れてこないようなものだと喩えて、禅定を勤め修めて惑いの障碍という垢を浄めれば、法身が顕現すると説いた。なお、この比喩は後に六祖壇経において、北方禅の漸修的立場を表すのに転用された。

### 定慧兼修
- 自江東佛法弘重義門 至於禪法 蓋蔑如也 而思慨斯南服 定慧雙開 晝談理義夜便思擇 故所發言無非致遠 便驗因定發慧 此旨不虚 南北禪宗罕不承緒[10]

と伝えられ、教義と禅法のどちらか一方に偏ることなく、「晝（昼）は理義を談じ（慧業）、夜は思擇に便ず（定業）」とあるように、教義の研究と禅法の実践の双方を重視した。定業・慧業を兼修する姿勢は、天台宗のみならず禅宗（北方禅・南方禅）にも大きな影響を与えた。

### 浄戒の堅持
- 欲求佛道持淨戒。專修禪觀。[11]
- 若無淨戒禪智慧 如來藏身不可見 如金鑛中有眞金 因縁不具金不現 衆生雖有如來藏 不修戒定則不見[12]

と述べて、仏道を求めるにあたって禅観と並んで浄戒を重視し、浄戒（戒）と禅の智慧（定）を修めなくては如来蔵に見えないと説いた。
- 若人惡心不受戒。化作禽獸行。禮儀人類。見此大羞辱。各發善心。堅持淨戒。[13]

と述べて、人は悪しき心で受戒しなければ禽獣の行を作し、礼儀ある人々は此れを見て大いに羞恥し、各々善心を発して浄戒を堅持するとも説いた。

### 末法思想
永熙3年の北魏の内乱・分裂（東魏と西魏）を目撃したり、南北朝時代の動乱期に戦乱の災禍を見聞した。
- 初至光州。値梁孝元傾覆國亂前路梗塞。權止大蘇山。數年之間歸從如市。其地陳齊邊境。兵刃所衝。佛法云崩五衆離潰。[14]

と伝えられ、戦災に対する悲壮感や文化の爛熟から来る閉塞感から、末法の世に入ったことを強く認識していた。そして、自らも既成仏教に飽き足らず、新たな仏教思想運動を展開した。

### 法華三昧大乗法門
- 法華三昧大乘法門一念明達[15]
- 欲求大乘超過一切諸菩薩疾成佛道。須持戒忍辱精進勤修禪定。專心勤學法華三昧。[16]

般若経典から法華経へと重点を移していくと、持戒波羅蜜・忍辱波羅蜜・精進波羅蜜を実践し、禅定を勤め修めると共に、専心して法華三昧を勤め学ぶように説いた。
- 法華經者大乘頓覺。無師自悟疾成佛道。[17]
- 妙法蓮華經　是大摩訶衍　衆生如教行　自然成佛道　云何名一乘　謂一切衆生　皆以如來藏　畢竟恒安樂[18]

と説き、法華経は衆生を速やかに悟り（頓悟）に導く大乗の教えであるとした。そして、如来蔵と法身を一義的に規定し、衆生と仏の等一を説いた。

### 法華一乗
- 欲求無上道 修學法華經 身心證甘露 清淨妙法門 持戒行忍辱 修習諸禪定 得諸佛三昧 六根性清淨 菩薩學法華 具足二種行 一者無相行 二者有相行 無相四安樂 甚深妙禪定 觀察六情根 諸法本來淨 衆生性無垢 無本亦無淨 不修對治行 自然超衆聖 無師自然覺 不由次第行 解與諸佛同 妙覺湛然性 上妙六神通 清淨安樂行 不游二乘路 行大乘八正 菩薩大慈悲 具足一乘行[19]

と述べ、そして、菩薩は法華に学びて二種の行（無相行・有相行）を具足するも、二乗路に游せずして大乗八正を行じ、菩薩の大慈悲は一乗の行を具足すると説いた。また併せて、法華経の修学や持戒波羅蜜・忍辱波羅蜜・禅定波羅蜜を説くと共に、六情根（眼根・耳根・鼻根・舌根・身根・意根）を観察すれば諸法は本来は浄く、師無くして自然に覚り、また次第の行に由らず、諸仏と同じく解して妙に湛然性を覚るとし、自性清浄心や頓悟の禅観も説いた。
法華一乗の立場を鮮明にした。

## 聖徳太子の南嶽慧思後身説
聖徳太子の伝説に前世が慧思であったとするものがある。これには鑑真と関わりがあるとされる。

## 注
1. ↑  王勇「中国における聖徳太子」
2. 1 2 3  天台宗広済寺｜法華仏教｜天台とは
3. ↑  “続高僧伝巻第十七　大唐西明寺沙門　釈道宣　撰”. 仏教典籍検索.   広済寺. 2010年8月3日閲覧。
4. ↑  “隋天台智者大師別伝　門人灌頂　撰”. 仏教典籍検索.   広済寺. 2010年8月3日閲覧。
5. ↑  續高僧傳（No.2060 道宣撰）in Vol. 50、大正新脩大蔵経｜T2060_.50.0563a13
6. 1 2 3 4 5 6 7 8 9 10 11 12  沖本克己『禪思想形成史の研究』花園大学国際禅学研究所、1998年3月31日。ISBN 4-938796-32-5。
7. ↑  “諸法無諍三昧法門巻上　陳南嶽慧思大禅師　撰”. 仏教典籍検索.   広済寺. 2010年8月3日閲覧。諸法無諍三昧法門（No.1923 慧思撰）in Vol.46、大正新脩大蔵経｜T1923_.46.0627c08〜T1923_.46.0627c14
8. ↑  諸法無諍三昧法門（No.1923 慧思撰）in Vol.46｜T1923_.46.0628a20〜T1923_.46.0628a23
9. ↑  法華經安樂行義（No.1926 慧思説）in Vol.46、大正新脩大蔵経｜T1926_.46.0698a9〜T1926_.46.0698a12
10. ↑  續高僧傳（No.2060 道宣撰）in Vol.50、大正新脩大蔵経｜T2060_.50.0563c29〜T2060_.50.0564a04
11. ↑  諸法無諍三昧法門（No.1923 慧思撰）in Vol.46、大正新脩大蔵経｜T1923_.46.0628b25
12. ↑  諸法無諍三昧法門（No.1923 慧思撰）in Vol.46、大正新脩大蔵経｜T1923_.46.0630a05〜T1923_.46.0630a07
13. ↑  諸法無諍三昧法門（No.1923 慧思撰）in Vol.46、大正新脩大蔵経｜T1923_.46.0631c08〜T1923_.46.0631c10
14. ↑  續高僧傳（No.2060 道宣撰）in Vol.50、大正新脩大蔵経｜T2060_.50.0563a24〜T2060_.50.0563a27
15. ↑  續高僧傳（No.2060 道宣撰）in Vol.50、大正新脩大蔵経｜T2060_.50.0563a12
16. ↑  “法華經安樂行義 （No.1926 慧思説）in Vol.46、大正新脩大蔵経”. 仏教典籍検索.   広済寺. 2010年8月8日閲覧。｜T1926_.46.0697c20〜T1926_.46.0697c22
17. ↑  法華經安樂行義（No.1926 慧思説）in Vol.46、大正新脩大蔵経｜T1926_.46.0697c19
18. ↑  法華經安樂行義（No.1926 慧思説）in Vol.46、大正新脩大蔵経｜T1926_.46.0698b05〜T1926_.46.0698b08
19. ↑  法華經安樂行義（No.1926 慧思説）in Vol.46、大正新脩大蔵経｜T1926_.46.0698a16〜T1926_.46.0698b01
20. ↑  妙法蓮華經（No.0262 鳩摩羅什譯）in Vol.09、大正新脩大蔵経｜T0262_.09.0047c02〜T0262_.09.0050b22
21. ↑  太子信仰としての慧思後身説の成立 The Formation of the Idea that Shotoku Taishi is the "Rebirth" of Huisi (平安〜鎌倉期における宗教心の転換-法華・太子・観音信仰-,パネル,<特集>第六十七回学術大会紀要)
22. ↑  王,勇 鑑真渡日と唐代道教 Jianzhen’s Arrival in Japan and Tang Era’s Taoism 東アジア文化交渉研究、創刊号、文化交渉学教育研究拠点、2008.3.31、p.105-112